# Pio Chiaruzzi
Pio Chiaruzzi (San Marino, 11 de agosto de 1949) político sanmarinense. 

## Biografía
En los años sesenta y mediados de los setenta encabezó una de las asociaciones de actores políticos y culturales de San Marino, Circolo politico-culturale San Marino 2000. En los años setenta, su compromiso social y político se vuelvieron más institucionalizados, militó en Confederazione Sammarinese del Lavoro (CSdL) y el Partido Comunista Sanmarinense (PCS).  En 1976 es uno de los fundadores de la cooperativa de consumidores Titancoop, la primera en San Marino, y de la que más tarde asumiría la presidencia durante una década. También participó en la formación de Coopcasa Cooperative, una cooperativa de viviendas.
En los años ochenta comenzó a desempeñar funciones en los órganos de gobierno para el Instituto de Seguridad Social de San Marino.
A partir de 1991 y 1994 asumió el papel de secretario general de la Confederación General del Trabajo de San Marino, que dejó tras tratar de implementar un profundo proceso de reforma y renovación sindical.
En 1997 fue uno de los fundadores de la Asociación "Manifesto per una cultura riformista".
En 2000 trabajó para las secretarías estatales de industria y hacienda de San Marino. 

## Escritos y Publicaciones
Ayudó a fundar el Instituto de Estudios Sociales de San Marino, pero nunca ha escrito textos monográficos y su producción literaria se compone principalmente de informes y discursos. Entre estos textos también se destina a publicaciones sobre la historia del movimiento obrero en San Marino. 
- Textos en la revista Labirinti da lui fondata, 1997-2001